# Шеоба
Шеоба (мкд. Шеоба) је насеље у Северној Македонији, у средишњем делу државе. Шеоба је насеље у оквиру општине Неготино.

## Географија
Шеоба је смештена у средишњем делу Северне Македоније. Од најближег већег града, Кавадараца, насеље је удаљено 30 km источно.
Насеље Шеоба се налази у историјској области Тиквеш. Село је смештено на западним падинама Конечке планине, на источном ободу Тиквешке котлине. Насеље је положено на приближно 350 метара надморске висине. 
Месна клима је измењена континентална са значајним утицајем Егејског мора (жарка лета).

## Становништво
Шеоба је према последњем попису из 2002. године била без становника.
Становништво у насељу било је мешовито - састављено од православних Словена и Турака муслимана. Турци, су се већином после Првог светског рата иселили у матицу.
Претежна вероисповест месног становништва био је ислам, а мањинска православље.